# Tohui

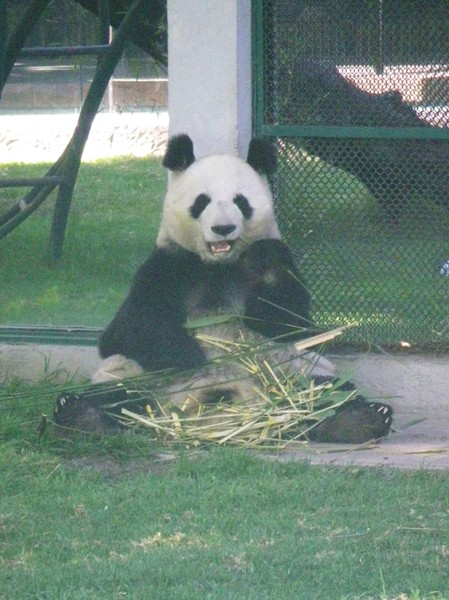
Panda in Chapultepec, 2009
(Schwester oder Tochter von Tohui)

Tohui (* 21. Juli 1981 in Chapultepec, Mexiko-Stadt; † 16. November 1993 ebenda) war ein weiblicher Pandabär (Ailuropoda melanoleuca), der zeitlebens im Zoo Chapultepec lebte.

## Vorgeschichte
Am 10. September 1975 trafen die Pandabären Pe Pe und Ying Ying, ein Geschenk der chinesischen Regierung, in Mexiko-Stadt ein. Sie bekamen 1980 ihr erstes Baby, Xen Li, das jedoch nur acht Tage lebte, weil es von seiner Mutter während des Schlafs versehentlich zu Tode gequetscht wurde.

## Leben der Tohui
Als 1981 Tohui zur Welt kam, wurden überall im Gehege Kameras angebracht, um eine Wiederholung des tragischen Vorfalls nach Möglichkeit auszuschließen. Durch die Berichterstattung in den Medien und die damit verbundene Erwartungshaltung in der mexikanischen Bevölkerung, dass das (nach Schwester Xen Li) erst zweite außerhalb Chinas in Gefangenschaft geborene Pandababy als Erstes das Erwachsenenalter erreichen möge, wurde die Geburt von Tohui ein nationales und internationales Ereignis und zum Bestandteil der Geschichte des Zoos von Chapultepec.
An den ersten Wochenenden nach Tohuis Geburt kamen jeweils mehr als eine Million Menschen zum Zoo von Chapultepec und die Schlangen vor ihrem Gehege reichten bis zum Monumento a los Niños Héroes. Das besondere Ereignis wurde auch zu Marketingzwecken genutzt. So zierte Tohui Poster, T-Shirts und allerlei mehr. Auch viele Geschäfte und Modelabel bedienten sich zur Umsatzsteigerung des Pandas. Auch Betrüger versuchten, mit dieser Masche zu Geld zu kommen. So boten einige Betrüger vor der Metrostation Chapultepec angebliche Tickets an, mit deren Erwerb man dazu berechtigt sei, den Panda aus allernächster Nähe zu sehen. Auf Anregung von Carmen Romano, der damaligen First Lady des Landes, entstand das Lied El oso panda de Chapultepec (span. für Der kleine Pandabär von Chapultepec). Das von Laura Gómez Llanos komponierte und von der Sängerin Yuri aufgenommene Lied verkaufte sich mehr als eine Million Mal und wird noch heute im Radio gespielt. Im Zusammenhang mit dem Lied wurde ein Videoclip im Zoo von Chapultepec gedreht, in dem Sängerin Yuri mit einigen Kindern sowie die kleine Tohui mit ihrer Mutter Ying Ying zu sehen ist. 1987 brachte die mexikanische Zentralbank eine Gedenkmünze heraus, in der Tohui in den Armen ihrer Mutter erscheint. Im Alter von 12 Jahren starb Tohui an den Folgen einer Leptospira.

## Name
Ursprünglich sollte das Tier den Namen Cancún erhalten, weil in der gleichnamigen mexikanischen Stadt 1981 ein internationaler Nord-Süd-Gipfel stattfand, an dem die Staatschefs von 22 Ländern teilnahmen. Als jedoch bekannt wurde, dass dies in der Mayasprache „Schlangennest“ bedeutet, wurde dieser Name verworfen und ein anderer Name gesucht. Dazu wurde ein Wettbewerb ausgerufen und aus den zahlreichen Vorschlägen wählte die Jury den Vorschlag des vierjährigen Jungen Parmenides Orpinel García aus der Gemeinde Guachochi im Bundesstaat Chihuahua aus. Der Begriff stammt aus der Sprache der Tarahumara und bedeutet „Kind“. Angeblich bezeichnet der Begriff streng genommen nur ein männliches Kind, zumal man zunächst irrtümlich davon ausgegangen war, die Bärin sei ein Bär. Doch als das tatsächliche Geschlecht bekannt wurde, wurde der Name trotzdem beibehalten und darauf verzichtet, der Bärin die eigentliche weibliche Namensvariante „Tehuete“ zu geben. Der vierjährige Sieger in dem Namenswettbewerb wurde nach Mexiko-Stadt zu einem Zoobesuch und zur Preisverleihung eingeladen. Der Preis bestand aus zwei Teilen; einem Modellauto des Jahres (1982), auf dessen Motorhaube das Gesicht des Pandas zu sehen war, und einem Stipendium. Während er das Modellauto sofort ausgehändigt bekam, soll er das Stipendium später nie erhalten haben.

## Geschwister und Nachkommen
1983 kam Tohuis Bruder Liang Liang (dt. Helligkeit) zur Welt, 1985 ihre Schwester Xin Hua (Löwenzahnblume) und 1987 ihre jüngste Schwester Shuan Shuan (Doppelgänger). 1990 brachte Tohui ihre einzige Tochter Xin Xin zur Welt. Der Vater von Xin Xin war Chia Chia und zuvor vom London Zoo nach Mexiko gebracht worden.